# Leptothorax arcanus
Leptothorax arcanus är en myrart som beskrevs av Heinrich Kutter 1973. Leptothorax arcanus ingår i släktet smalmyror, och familjen myror. Inga underarter finns listade i Catalogue of Life.